# Yvon Nédélec
Yvon Nédélec (né le 18 juin 1929 à Lambézellec et mort le 21 juillet 2004 à Brest, en Bretagne,) est un coureur cycliste français. Professionnel au début des années 1950, il a notamment remporté une étape du Tour de l'Ouest en 1952.

## Palmarès
- 1951
  - 2e du Circuit de la vallée de la Loire
- 1952
  - 8e étape du Tour de l'Ouest